# Клубний чемпіонат світу з футболу 2007
Клубний чемпіонат світу з футболу 2007 року — четвертий клубний чемпіонат світу, що проходив у Японії з 7 по 16 грудня 2007 року. У розіграші вперше взяли участь сім команд. Переможцем став італійський «Мілан», який у фіналі обіграв з рахунком 4:2 аргентинську «Боку Хуніорс», перервавши гегемонію латиноамериканських клубів і здобувши перешу перемогу для Європи.

## Формат
У березні 2007 року виконавчий комітет ФІФА представив впровадження кваліфікаційного плей-офу між чемпіоном Ліги чемпіонів ОФК і чемпіоном приймаючої країни, на відміну від попередніх років, у яких чемпіони Океанії потрапляли безпосередньо на турнір. Для того, щоб уникнути участі двох команд з однієї країни, у випадку перемоги команди з країни-господарки у континентальному турнірі, місце чемпіона країни займав фіналіст континентального змагання. Саме через це чемпіон Японії 2007 року «Касіма Антлерс» не потрапив на турнір, оскільки інший японський клуб «Урава Ред Даймондс» виграв в тому ж сезоні Лігу чемпіонів АФК. Тому замість чемпіона країни у плей-оф грав фіналіст турніру іранський «Сепахан». Крім того, у новому форматі був ліквідований матч за п'яте місце.

## Перебіг турніру
Напередодні турніру ФІФА жорстоко критикували південноамериканські та інші світові (крім європейських) ЗМІ через те, що не дозволила включити аргентинській «Боці Хуніорс» у заявку Хуана Романа Рікельме, нібито через перевищення строків подачі заявок на включення нових футболістів. Південноамериканські ЗМІ розцінили це як порушення спортивної честі і прагнення допомогти європейському клубу «Мілан» — адже в разі перемоги на турнірі в черговий раз клубу Південної Америки європейці могли б «образитися», оскільки у Європі вважають, що їхня Ліга Чемпіонів — найсильніший клубний турнір світу. Результати клубного чемпіонату світу демонстрували, що південноамериканський клубний футбол по силі не поступається європейському, оскільки в усіх трьох попередніх змаганнях тріумфували саме представники Південної Америки.
На думку багатьох фахівців, «Бока Хуніорс» цілком могла б обіграти «Мілан» (2003 року ці ж суперники зустрічалися в Міжконтинентальному Кубку і гору взяла саме «Бока», але в післяматчевих пенальті), якби за них грав Рікельме. Також можна згадати досить неоднозначну поведінку суддів на самому турнірі: вилучення Фабіана Варгаса на 65-й хвилині півфінального матчу проти «Етуаль дю Сахель», у матчі, де «Бока» цілком домінувала над суперником, через що гравець не міг допомогти своїй команді у фіналі; незарахований м'яч у фіналі, забитий футболістами «Бока» в кінці першого тайму. Аргентинський клуб у підсумку поступився з рахунком 2:4.
Після перемоги «Мілана» в європейських ЗМІ піднялася істерична хвиля європейського патріотизму — в голосуваннях на багатьох спортивних сайтах у числі головних подій 2007 року, крім дійсно епохальних подій, включали як варіант і перемогу «Мілана» в цьому турнірі. А перемоги бразильських «Сан-Паулу» та «Інтернасьйонала» в попередніх турнірах і далі розглядаються в Європі як «неналаштованість» або «невмотивованість» «Ліверпуля» та «Барселони».

## Учасники
| Команда                  | Конфедерація          | Кваліфікація                             |
| Починають з півфіналу    | Починають з півфіналу | Починають з півфіналу                    |
| ------------------------ | --------------------- | ---------------------------------------- |
| «Бока Хуніорс»           | КОНМЕБОЛ              | Володар Кубка Лібертадорес (2007)        |
| «Мілан»                  | УЄФА                  | Переможець Ліги чемпіонів УЄФА (2006/07) |
| Починають з чвертьфіналу |                       |                                          |
| «Етуаль дю Сахель»       | КАФ                   | Переможець Ліги чемпіонів КАФ (2007)     |
| «Пачука»                 | КОНКАКАФ              | Кубок чемпіонів КОНКАКАФ (2006)          |
| «Урава Ред Даймондс»     | АФК                   | Переможець Ліги чемпіонів АФК (2007)     |
| Починають з кваліфікації |                       |                                          |
| «Сепахан»                | АФК                   | Фіналіст Ліги чемпіонів АФК (2007)†      |
| «Вайтакере Юнайтед»      | ОФК                   | Переможець Ліги чемпіонів ОФК (2007)     |

†Оскільки переможцем Ліги чемпіонів Азії став японський клуб, місце переможця Джей-ліги зайняв фіналіст Ліги чемпіонів Азії.

## Стадіони
| Йокогама                                                                          | Токіо                                                                             | Тойота                                                                            | Йокогама Токіо Тойотаclass=notpageimage\| Місця проведення турніру | Йокогама Токіо Тойотаclass=notpageimage\| Місця проведення турніру | Йокогама Токіо Тойотаclass=notpageimage\| Місця проведення турніру | Йокогама Токіо Тойотаclass=notpageimage\| Місця проведення турніру | Йокогама Токіо Тойотаclass=notpageimage\| Місця проведення турніру |
| Міжнародний стадіон                                                               | Національний стадіон                                                              | «Тойота»                                                                          | Йокогама Токіо Тойотаclass=notpageimage\| Місця проведення турніру | Йокогама Токіо Тойотаclass=notpageimage\| Місця проведення турніру | Йокогама Токіо Тойотаclass=notpageimage\| Місця проведення турніру | Йокогама Токіо Тойотаclass=notpageimage\| Місця проведення турніру | Йокогама Токіо Тойотаclass=notpageimage\| Місця проведення турніру |
| 35°30′36.16″ пн. ш. 139°36′22.49″ сх. д. / 35.5100444° пн. ш. 139.6062472° сх. д. | 35°40′41.00″ пн. ш. 139°42′53.00″ сх. д. / 35.6780556° пн. ш. 139.7147222° сх. д. | 35°05′04.02″ пн. ш. 137°10′14.02″ сх. д. / 35.0844500° пн. ш. 137.1705611° сх. д. | Йокогама Токіо Тойотаclass=notpageimage\| Місця проведення турніру | Йокогама Токіо Тойотаclass=notpageimage\| Місця проведення турніру | Йокогама Токіо Тойотаclass=notpageimage\| Місця проведення турніру | Йокогама Токіо Тойотаclass=notpageimage\| Місця проведення турніру | Йокогама Токіо Тойотаclass=notpageimage\| Місця проведення турніру |
| Місткість: 72,327                                                                 | Місткість: 57,363                                                                 | Місткість: 45,000                                                                 | Йокогама Токіо Тойотаclass=notpageimage\| Місця проведення турніру | Йокогама Токіо Тойотаclass=notpageimage\| Місця проведення турніру | Йокогама Токіо Тойотаclass=notpageimage\| Місця проведення турніру | Йокогама Токіо Тойотаclass=notpageimage\| Місця проведення турніру | Йокогама Токіо Тойотаclass=notpageimage\| Місця проведення турніру |
|                                                                                   |                                                                                   |                                                                                   | Йокогама Токіо Тойотаclass=notpageimage\| Місця проведення турніру | Йокогама Токіо Тойотаclass=notpageimage\| Місця проведення турніру | Йокогама Токіо Тойотаclass=notpageimage\| Місця проведення турніру | Йокогама Токіо Тойотаclass=notpageimage\| Місця проведення турніру | Йокогама Токіо Тойотаclass=notpageimage\| Місця проведення турніру |

## Склади
Кожна команда могла заявити по 23 футболісти, три з яких мають бути воротарями.

## Судді
| Конфедерація | Арбітр                     | Асистенти                             |
| ------------ | -------------------------- | ------------------------------------- |
| АФК          | Марк Шилд Хіройосі Такаяма | Бен Вілсон Натан Гібсон               |
| КАФ          | Коффі Коджія               | Еваріст Менкуанде Селестін Нтагунгіра |
| КОНКАКАФ     | Марко Антоніо Родрігес     | Хосе Луїс Камарго Педро Ребольяр      |
| КОНМЕБОЛ     | Хорхе Ларріонда            | Маурісіо Еспіноса Мігель Ніевас       |
| ОФК          | Пітер О'Лірі               | Брент Бест Меттью Таро                |
| УЄФА         | Клаус Бо Ларсен            | Білл Хансен Хенрік Сондербай          |

## Турнір
|  | Плей-оф              | Плей-оф        |                      |                    | Чвертьфінали         | Чвертьфінали       |  |  | Півфінали | Півфінали |  |  | Фінал                | Фінал |
|  | 7 грудня — Токіо     |                |                      |                    |                      |                    |  |  |           |           |  |  |                      |       |
|  | «Сепахан»            | 3              |                      |                    | 10 грудня — Тойота   | 10 грудня — Тойота |  |  |           |           |  |  |                      |       |
|  | «Сепахан»            | 3              |                      |                    | 10 грудня — Тойота   | 10 грудня — Тойота |  |  |           |           |  |  |                      |       |
|  | «Вайтакере Юн.»      | 1              |                      |                    | «Сепахан»            | 1                  |  |  |           |           |  |  |                      |       |
|  | «Вайтакере Юн.»      | 1              | 13 грудня — Йокогама |                    | «Сепахан»            | 1                  |  |  |           |           |  |  |                      |       |
|  |                      |                |                      |                    | «Урава Ред Даймондс» | 3                  |  |  |           |           |  |  |                      |       |
|  | «Урава Ред Даймондс» | 0              |                      |                    | «Урава Ред Даймондс» | 3                  |  |  |           |           |  |  |                      |       |
|  | «Урава Ред Даймондс» | 0              |                      |                    |                      |                    |  |  |           |           |  |  |                      |       |
|  |                      |                | «Мілан»              | 1                  |                      |                    |  |  |           |           |  |  |                      |       |
|  |                      |                | «Мілан»              | 1                  |                      |                    |  |  |           |           |  |  |                      |       |
|  |                      |                | 16 грудня — Йокогама |                    |                      |                    |  |  |           |           |  |  |                      |       |
|  |                      |                |                      |                    |                      |                    |  |  |           |           |  |  |                      |       |
|  | «Мілан»              | 4              |                      |                    |                      |                    |  |  |           |           |  |  |                      |       |
|  | «Мілан»              | 4              | 9 грудня — Токіо     |                    |                      |                    |  |  |           |           |  |  |                      |       |
|  |                      | «Бока Хуніорс» | 2                    |                    |                      |                    |  |  |           |           |  |  |                      |       |
|  |                      |                | 2                    | «Етуаль дю Сахель» | 1                    |                    |  |  |           |           |  |  |                      |       |
|  | 12 грудня — Токіо    |                |                      | «Етуаль дю Сахель» | 1                    |                    |  |  |           |           |  |  |                      |       |
|  |                      | «Пачука»       | 0                    |                    |                      |                    |  |  |           |           |  |  |                      |       |
|  | «Етуаль дю Сахель»   | «Пачука»       | 0                    | 0                  |                      |                    |  |  |           |           |  |  |                      |       |
|  | «Етуаль дю Сахель»   |                | Матч за 3-тє місце   | 0                  |                      |                    |  |  |           |           |  |  |                      |       |
|  |                      |                | «Бока Хуніорс»       | 1                  |                      |                    |  |  |           |           |  |  |                      |       |
|  | «Урава Ред Даймондс» | 2 (4)          | «Бока Хуніорс»       | 1                  |                      |                    |  |  |           |           |  |  |                      |       |
|  | «Урава Ред Даймондс» | 2 (4)          |                      |                    |                      |                    |  |  |           |           |  |  |                      |       |
|  | «Етуаль дю Сахель»   | 2 (2)          |                      |                    |                      |                    |  |  |           |           |  |  |                      |       |
|  | «Етуаль дю Сахель»   | 2 (2)          |                      |                    |                      |                    |  |  |           |           |  |  |                      |       |
|  |                      |                |                      |                    |                      |                    |  |  |           |           |  |  | 16 грудня — Йокогама |       |

## Результати
Зазначений час — місцевий (UTC+9)

### Плей-оф
| 7 грудня 2007 19:45 |

| «Сепахан»                            | 3-1      | «Вайтакере Юнайтед» |
| ------------------------------------ | -------- | ------------------- |
| Емад Мохаммед 3', 4' Абдул Вахаб 47' | Протокол | Агілі 74' (аг)      |

| Олімпійський стадіон, Токіо Глядачів: 24,788 Арбітр: Марко Антоніо Родрігес |

### Чвертьфінали
| 9 грудня 2007 14:45 |

| «Етуаль дю Сахель» | 1-0      | «Пачука» |
| ------------------ | -------- | -------- |
| Наррі 85'          | Протокол |          |

| Олімпійський стадіон, Токіо Глядачів: 34,934 Арбітр: Марк Шилд |

| 10 грудня 2007 19:30 |

| «Сепахан»  | 1-3      | «Урава Ред Даймондс»                   |
| ---------- | -------- | -------------------------------------- |
| Карімі 80' | Протокол | Нагаї 32' Вашингтон 54' Агілі 70' (аг) |

| «Тойота», Тойота Глядачів: 33,263 Арбітр: Коффі Коджія |

### Півфінали
| 12 грудня 2007 19:30 |

| «Етуаль дю Сахель» | 0-1      | «Бока Хуніорс» |
| ------------------ | -------- | -------------- |
|                    | Протокол | Кардосо 37'    |

| Олімпійський стадіон, Токіо Глядачів: 37,255 Арбітр: Клаус Бо Ларсен |

| 13 грудня 2007 19:30 |

| «Урава Ред Даймондс» | 0-1      | «Мілан»     |
| -------------------- | -------- | ----------- |
|                      | Протокол | Зеєдорф 68' |

| Міжнародний стадіон, Йокогама Глядачів: 67,005 Арбітр: Хорхе Ларріонда |

### Матч за 3 місце
| 16 грудня 2007 16:00 |

| «Етуаль дю Сахель»             | 2-2      | «Урава Ред Даймондс» |
| ------------------------------ | -------- | -------------------- |
| Бен Фрей 5' (пен.) Шерміті 75' | Протокол | Вашингтон 35', 70'   |

| Міжнародний стадіон, Йокогама Глядачів: 53,363 Арбітр: Пітер О'Лірі) |

|                                      |     | Пенальті                          |  |
| Нафха · Гезаль · Бен Нассер · Трав'ї | 2-4 | Вашингтон · Абе · Нагаї · Хосогай |  |

### Фінал
| 16 грудня 2007 19:30 |

| «Бока Хуніорс»                 | 2-4      | «Мілан»                             |
| ------------------------------ | -------- | ----------------------------------- |
| Паласіо 22' Амброзіні 85' (аг) | Протокол | Індзагі 21', 71' Неста 50' Кака 61' |

| Міжнародний стадіон, Йокогама Глядачів: 68,263 Арбітр: Марко Антоніо Родрігес |

## Статистика турніру

### Положення команд
| Поз. | Команда              | І | В | Н | П | ГЗ | ДП | РГ |
| ---- | -------------------- | - | - | - | - | -- | -- | -- |
| 1    | «Мілан»              | 2 | 2 | 0 | 0 | 5  | 2  | +3 |
| 2    | «Бока Хуніорс»       | 2 | 1 | 0 | 1 | 3  | 4  | −1 |
| 3    | «Урава Ред Даймондс» | 3 | 1 | 1 | 1 | 5  | 4  | +1 |
| 4    | «Етуаль дю Сахель»   | 3 | 1 | 1 | 1 | 3  | 3  | 0  |
| 5    | «Сепахан»            | 2 | 1 | 0 | 1 | 4  | 4  | 0  |
| 5    | «Пачука»             | 1 | 0 | 0 | 1 | 0  | 1  | −1 |
| 7    | «Вайтакере Юнайтед»  | 1 | 0 | 0 | 1 | 1  | 3  | −2 |

Примітка: Матчі, що завершилися в додатковий час, вважаються як перемоги або поразки, тоді як матчі, що завершилися післяматчовими пенальті, вважаються як нічиї.

## Бомбардири
| 3 голи - Вашингтон («Урава Ред Даймондс») 2 голи - Філіппо Індзагі («Мілан») - Емад Мохаммед («Сепахан») 1 гол - Абдул Вахаб («Сепахан») - Сабер Бен Фрей («Етуаль дю Сахель») - Нері Кардосо («Бока Хуніорс») - Амін Шерміті («Етуаль дю Сахель») - Кака («Мілан») | 1 гол - Махмуд Карімі Сібакі («Сепахан») - Юїтіро Нагаї («Урава Ред Даймондс») - Мусса Наррі («Етуаль дю Сахель») - Алессандро Неста («Мілан») - Родріго Паласіо («Бока Хуніорс») - Кларенс Зеєдорф («Мілан») 1 автогол - Массімо Амброзіні («Мілан») 2 own goals - Хаді Агілі («Сепахан») |  |

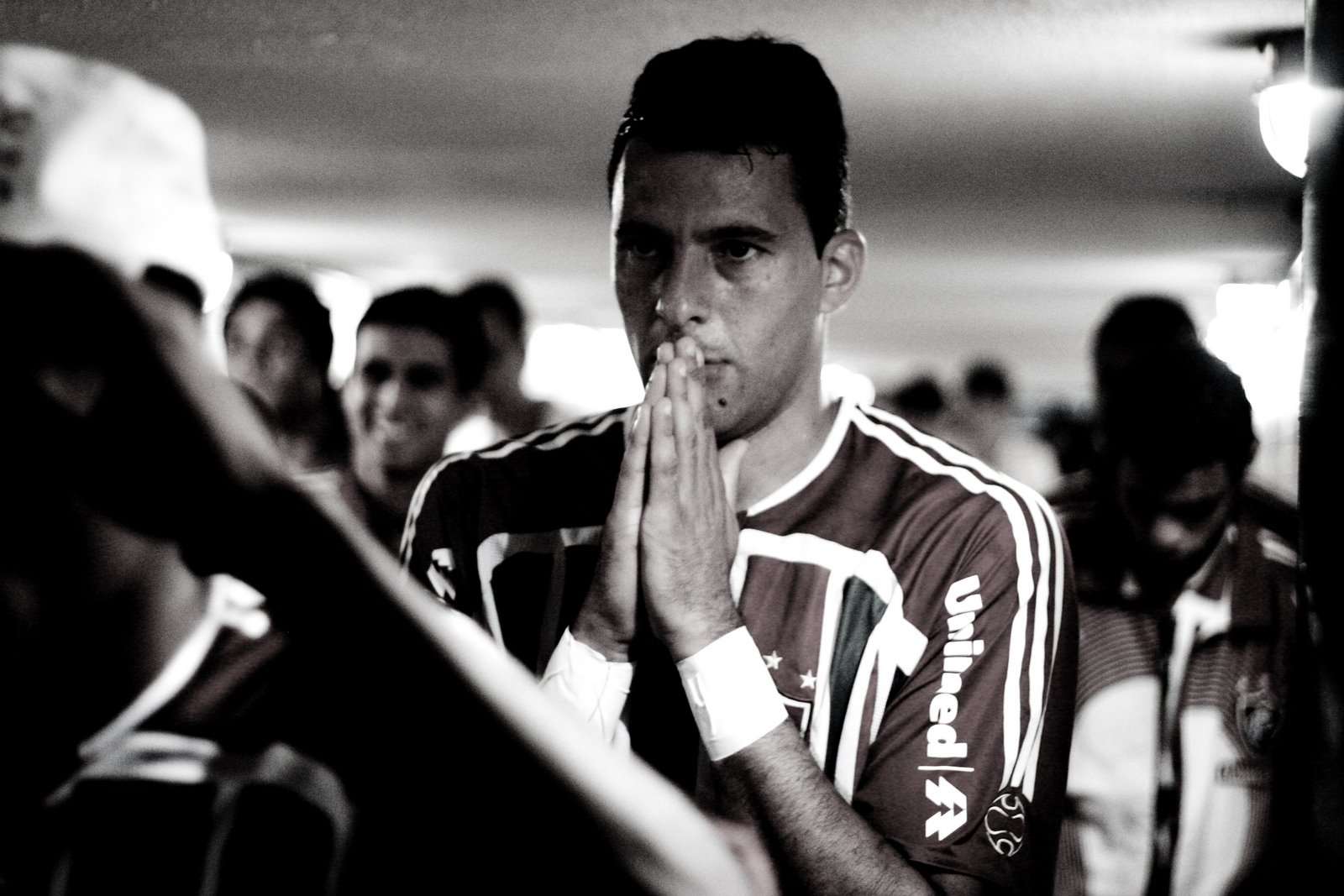
Найкращий бомбардир турніру Вашингтон у 2008 році.

### Нагороди
| Золотий м'яч         | Срібний м'яч               | Бронзовий м'яч                    |
| -------------------- | -------------------------- | --------------------------------- |
| Кака ( «Мілан»)      | Кларенс Зеєдорф ( «Мілан») | Родріго Паласіо ( «Бока Хуніорс») |
| Приз за чесну гру    |                            |                                   |
| «Урава Ред Даймондс» |                            |                                   |